# А поутру они проснулись
«А поутру они проснулись» — российский кинофильм, снятый в 2003 году по неоконченной повести Василия Шукшина «А поутру они проснулись» и трём его рассказам: «Обида», «Ночью в бойлерной», «Привет Сивому!». Последняя роль в кино Александра Фатюшина.

## Сюжет
Восемь героев фильма просыпаются поутру в вытрезвителе. И каждый вспоминает, как именно он туда попал. Фильм состоит из восьми историй наших героев о предшествующем дне. Истории самые разные, ведь все герои различных возрастов, профессий и социальных слоёв, от тракториста до профессора. Соответственно, и причины, и алкогольные напитки, употреблявшиеся героями, разнообразные.

## В ролях
| Актёр               | Роль                           |
| ------------------- | ------------------------------ |
| Александр Абдулов   | Мрачный                        |
| Сергей Гармаш       | урка                           |
| Игорь Бочкин        | Молчаливый (Саша)              |
| Сергей Никоненко    | сантехник Максимыч             |
| Василий Мищенко     | Сухонький                      |
| Евгений Стычкин     | Очкарик (Михаил Александрович) |
| Владимир Большов    | Нервный                        |
| Игорь Христенко     | тракторист                     |
| Борис Щербаков      | Николай Семёнович Пилипенко    |
| Эдуард Марцевич     | профессор                      |
| Ольга Погодина      | жена профессора                |
| Юрий Степанов       | Коля                           |
| Татьяна Кравченко   | продавщица Клава               |
| Александр Фатюшин   | закройщик                      |
| Екатерина Воронина  | жена закройщика                |
| Георгий Мартиросьян | Серж                           |
| Екатерина Климова   | Кэт                            |
| Ксения Энтелис      | жена Молчаливого               |
| Алла Мещерякова     | тётя Нюра                      |
| Григорий Перель     | социолог                       |
| Дмитрий Персин      | прапорщик                      |
| Михаил Левченко     | начальник отделения            |
| Галина Дёмина       | баба Маня                      |
| Даша Фатина         | Маша                           |
| Валерий Долженков   | эпизод                         |

## Съёмочная группа
- Авторы сценария:
  - Сергей Никоненко
  - Юрий Бердников
  - по произведениям Василия Шукшина
- Режиссёр: Сергей Никоненко
- Оператор: Александр Пушкин
- Художник: Денис Цымбал
- Постановщик трюков: Олег Корытин, Игорь Новоселов
- Продюсер: Юрий Бердников

## Награды и номинации
- 2003 — Диплом жюри кинофестиваля «Окно в Европу» в Выборге — Сергей Никоненко[2]
- 2004 — Номинация на премию «Золотой орёл» за лучшую мужскую роль второго плана — Сергей Гармаш[3]
- 2004 — Кинофестиваль «Литература и кино» в Гатчине: специальный приз жюри «За верность шукшинской теме в осмыслении загадок русской души» — Сергей Никоненко[4]